# 331 (số)
331 (ba trăm ba mươi mốt) là một số tự nhiên ngay sau 330 và ngay trước 332.